# Pseudosphex uniformis
Pseudosphex uniformis là một loài bướm đêm thuộc phân họ Arctiinae, họ Erebidae.